# FIFA 10
FIFA 10 je dalším pokračováním herní série FIFA. FIFA 10 vznikla v roce 2009 a oproti předcházejícím verzím se dočkala několika změn. Tato verze je opět v českém dabingu a i menu je celé v češtině. Na komentáři se tradičně podíleli Petr Svěcený a Jaromír Bosák (v anglické verzi komentují zápasy Clive Tyldesley (Martin Tyler na PS3 a Xbox 360) a Andy Gray).

## Manažerský mód
Manažerský mód umožňuje hráči převzít odpovědnost za jakýkoli klub ve FIFA 10. Pro tento díl byl mód přepracován, podle kritiky dřívějších verzí hry. Podle EA bylo provedeno více než 50 klíčových vylepšení, a to zejména pro PlayStation 3 a Xbox 360.

### Změny
Nyní má hráč k dispozici mnohem větší množství informací, jako například přestupy hráčů nebo výsledky v ostatních ligách. Nový Asistent manažera může za samotného manažera vybrat sestavu, a to v závislosti na důležitosti následujícího utkání. Nově je tu také možnost předsezónních přípravných zápasů.
Výsledky simulovaných zápasů jsou nyní reálnější, jsou více založeny na síle soupeřů a nepůsobí natolik náhodně, jako tomu bylo dříve. To má za následek realističtější vývoj sezóny a eliminuje boje silnějších klubů o sestup.

### Finance
Veškeré finance klubu jsou závislé na sponzorství klubu, více však na představenstvu, které hráči poskytne dva rozpočty: mzdový a přestupový.

## Virtuální profesionál
Virtuální profesionál umožňuje hráči vytvořit si vlastního fotbalistu, kterého následně může použít k hraní v podstatě ve všech módech FIFA 10. Stejně jako v ostatních verzích si může hráč vytvořit vlastní "Game Face" na adrese easports.com, nebo easportsfootball.co.uk. Poté si ho stáhnout do hry a použít pro vytvořeného fotbalistu.

## Stadiony
FIFA 10 obsahuje 50 stadionů, včetně většiny velkých a významných evropských stánků, jako např. Allianz Arena, Emirates Stadium, San Siro, Stamford Bridge a mnoho dalších. Každý stadion má různé klimatické podmínky, které rozlišují noc a den, počasí od jasného až po oblačno, déšť či sníh.
- Constant Vanden Stock Stadion (RSC Anderlecht)
- Stade Felix Bollaert (Lens)
- Stade Gerland (Lyon)
- Stade Vélodrome (Marseille)
- Parc des Princes (Paris Saint-Germain)
- Allianz Arena (Bayern Munich and 1860 Munich)
- Signal Iduna Park (Borussia Dortmund)
- BayArena (Bayer 04 Leverkusen)
- Imtech Arena (Hamburger SV)
- Olympiastadion Berlín (Hertha BSC)
- Veltins-Arena (Schalke 04)
- Mercedes-Benz Arena (VfB Stuttgart)
- AWD-Arena (Hannover 96)
- Commerzbank-Arena (Eintracht Frankfurt)
- Wembley Stadium (Anglická fotbalová reprezentace)
- Emirates Stadium (Arsenal FC)
- Stamford Bridge (Chelsea FC)
- Anfield Road (Liverpool FC)
- Old Trafford (Manchester United)
- Sport Direct Arena (Newcastle United)
- White Hart Lane (Tottenham Hotspur)
- San Siro (Internazionale a AC Milan)
- Stadio Delle Alpi (Juventus FC)
- Stadio Olimpico (SS Lazio a Roma)
- Seoul World Cup Stadium (FC Soul)
- Daegu Stadium (Daegu FC)
- Estadio Azteca (Club América)
- Estadio Jalisco (Club Atlas a CD Guadalajara)
- Amsterdam ArenA (Ajax)
- Estádio do Dragão (FC Porto)
- Estádio José Alvalade (Sporting Lisbon)
- Estádio da Luz (Benfica)
- Estádio do Bessa (Boavista)
- Estadio Mestalla (Valencia CF)
- Estadio Vicente Calderón (Atlético de Madrid)
- Camp Nou (FC Barcelona)
- Estadio Santiago Bernabéu (Real Madrid CF)
- Atatürk Olympic Stadium (Turecká fotbalová reprezentace)
- The Home Depot Center (Los Angeles Galaxy)
- Millennium Stadium (Velšská fotbalová reprezentace)

## Ligy a týmy

### Ligy
| - Austrálie - A-League - Rakousko - Rakouská fotbalová Bundesliga - Belgie - Jupiler League - Brazílie - Campeonato Brasileiro Série A - Česká republika - Gambrinus liga - Dánsko - Superligaen - Anglie - Barclays Premier League - Football League Championship - Football League 1 - Football League 2 - Francie - Ligue 1 - Ligue 2 | - Německo - Bundesliga - 2.Bundesliga - Irsko - League of Ireland Premier Division - Itálie - Serie A - Serie B - Jižní Korea - K-League - Mexiko - Primera División de México - Nizozemsko - Eredivisie - Norsko - Tippeligaen - Polsko - Ekstraklasa | - Portugalsko - Primeira Liga - Rusko - Ruská Premier Liga - Skotsko - Scottish Premier League - Španělsko - La Liga - Segunda División - Švédsko - Allsvenskan - Švýcarsko - Swiss Super League - Turecko - Süper Lig - USA - Major League Soccer - World League - Classic XI - World XI |

### Národní týmy
- Austrálie
- Čína
- Korea
- Kamerun
- JAR
- Mexiko
- USA
- Argentina
- Brazílie
- Ekvádor
- Paraguay
- Uruguay
- Nový Zéland
- Rakousko
- Belgie
- Bulharsko
- Chorvatsko
- Česko
- Dánsko
- Anglie
- Finsko
- Francie
- Německo
- Řecko
- Maďarsko
- Itálie
- Nizozemsko
- Severní Irsko
- Norsko
- Polsko
- Portugalsko
- Irsko
- Rumunsko
- Rusko
- Skotsko
- Slovinsko
- Španělsko
- Švédsko
- Švýcarsko
- Turecko
- Ukrajina

## Soundtrack
- Adiam Dymott – "Miss You"
- Afrobots – "Favela Rock"
- Alex Metric – "Head Straight"
- The Answering Machine – "It's Over! It's Over! It's Over!"
- Auletta – "Meine Stadt"
- BLK JKS – "Lakeside"
- Bomba Estéreo – "Fuego"
- The BPA feat. Ashley Beedle – "Should I Stay or Should I Blow"
- Casiokids – "Fot i Hose"
- Children Collide – "Skeleton Dance"
- Crookers feat. The Very Best, Two Fingers, and Marina Gasolina – "Birthday Bash"
- Cut Off Your Hands – "Happy As Can Be"
- Dananananaykroyd – "Black Wax"
- Datarock – "Give It Up"
- The Enemy – "Be Somebody"
- Fabri Fibra – "Donna Famosa"
- Fidel Nadal – "International Love"
- Los Fabulosos Cadillacs – "La Luz del Ritmo"
- Macaco – "Hacen Falta Dos"
- Major Lazer feat. Mr. Lexx a Santigold – "Hold the Line"
- Márcio Local – "Soul Do Samba"
- Matt & Kim – "Daylight (Troublemaker Remix feat. De La Soul)"
- Metric – "Gold Guns Girls"
- Mexican Institute of Sound – "Alocatel"
- Nneka feat. Wesley Williams – "Kangpe"
- Passion Pit – "Moth's Wings"
- Peter Bjorn and John – "Nothing to Worry About"
- Pint Shot Riot – "Not Thinking Straight"
- Playing for Change – "War (No More Trouble)"
- Rocky Dawuni – "Download the Revolution"
- Röyksopp – "It's What I Want"
- SoShy – "Dorothy"
- The Temper Trap – "Science of Fear"
- The Whitest Boy Alive – "1517"
- Tommy Sparks – "She's Got Me Dancing"
- Wyclef Jean – "MVP Kompa"
- Zap Mama – "Vibrations"